# Rotebach Nr. 762

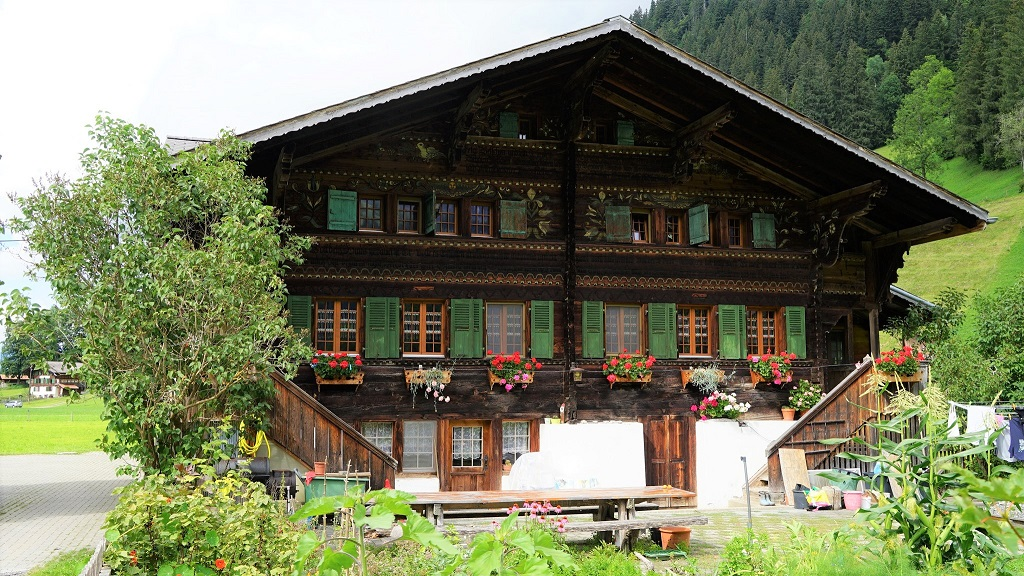
Südfassade des Hauses

Das Haus Rotebach Nr. 762 in Oberried an der Lenk im Schweizer Simmental ist ein denkmalgeschütztes Simmentaler Bauernhaus aus dem Jahr 1749. Es liegt an der Oberriedstrasse 37 und ist am Obersimmentaler Hausweg mit der Nummer 35 ausgewiesen. 

## Geschichte
Das Holzhaus wurde 1742 oder 1749 von Werkmeister Benedikt Jaggi für Peter Betschen und seine Frau Magdalene Bächler errichtet. Jaggi errichtete 1742 ein weiteres Bauernhaus im Ortsteil Guetebrunne. Die Malereien im älteren Simmentaler Malstil zeigen frühe Anklänge an die Motive der Lenker Gruppe. Die Inschrift in gemalter Fraktur im Giebel nennt nach dem Jahr, das Bauherrenpaar und die ausführenden Zimmerleute:
Peter Betschen und sein Eheweib Madlehn Bächler sambt ihrer Tochter

Madlen Betschen haben alhier bauen lahn und Bendicht Jaggi zum Werkmeister kan,

und Peter Christeler, Hans Freidig, Christen Jaggi, Peter Wälten alß Mitarbeiter.
Die Fensterbrüstung des Gadens zeigt einen längeren Sinnspruch in gleicher Schriftart.
Im «Bauinventar» der Denkmalpflege des Kantons Bern wurde das Bauwerk 1999 als «schützenswert» aufgenommen und durch Vertrag vom 24. September 2018 unter Schutz gestellt. Kulturgüter-Objekte der «Kategorie C» wurden mit Stand August 2021 noch nicht veröffentlicht.

## Fussnoten
1. ↑  hauswege.ch: Obersimmertaler Hausweg. Haus 35, Oberried, Rotebach Nr. 762. (abgerufen am 8. Oktober 2021)
2. ↑  Laut Datenblatt im Bauinventar der Denkmalpflege des Kantons Bern

Koordinaten: 46° 26′ 14,1″ N, 7° 27′ 43,3″ O; CH1903: 601797 / 142878